# Contea di Qichun
La contea di Qichun (蕲春县S, Qíchūn XiànP) è una contea della Cina, situata nella provincia di Hubei e amministrata dalla prefettura di Huanggang.